# Copenhagen Climate Challenge
La Copenhague Climate Challenge est une conférence de négationnistes du réchauffement climatique qui s'est tenue à Copenhague, au Danemark, lors de la conférence de Copenhague de 2009 sur les changements climatiques (COP15). Elle a été organisée par un lobby conservateur américain nommé Committee for a Constructive Tomorrow.

## Tenue de la conférence
Alors que la COP15 a attiré 33 200 délégués, la conférence des négationnistes du réchauffement climatique a réuni 60 personnes (15 journalistes, 18 orateurs, 27 auditeurs). Selon Lenore Taylor de The Australian, les participants avaient un âge moyen « bien au-dessus de 60 ans ». En terminant son discours, Plimer a déclaré : « Ils nous ont dépassés en nombre, mais nous les avons surpassés en armes, et c'est avec la vérité. Plimer a également déclaré qu'"il a gelé à Perth" comme argument contre le réchauffement climatique. La même année, Perth a connu des précipitations inférieures à la moyenne et des températures de 38 degrés Celsius (100,4 °F) étaient enregistrés le 13 décembre 2009.